# پورتلند، نیو ساوت ولز
پورتلند (به انگلیسی: Portland) یک حومه شهر در استرالیا است که در نیو ساوت ولز واقع شده‌است.